# 92. вечити дерби у фудбалу
92. вечити дерби у фудбалу је фудбалска утакмица одиграна у Београду 10. априла 1993. године, између Црвене звезде и Партизана. Утакмица се завршила резултатом 1 : 0 (1 : 0) за Партизан. Стрелац победоносног гола био је Предраг Мијатовић.